# Othius subuliformis
Othius subuliformis är en skalbaggsart som beskrevs av Stephens 1833. Othius subuliformis ingår i släktet Othius, och familjen kortvingar. Arten är reproducerande i Sverige.